# Michał Kwieciński
Michał Jan Kwieciński (ur. 1 maja 1951 w Warszawie) – polski producent filmowy, reżyser, scenarzysta.

## Życiorys
Absolwent Wydziału Reżyserii i Dramatu Państwowej Wyższej Szkoły Teatralnej im. Aleksandra Zelwerowicza w Warszawie. W 1986 zadebiutował w przedstawieniu Branzilla, które wyreżyserował dla Teatru Telewizji. Pracował przy spektaklach m.in. w Teatrze Współczesnym w Warszawie oraz Warszawskiej Operze Kameralnej.
Jest pomysłodawcą i założycielem przedsiębiorstwa Akson Studio, specjalizującego się w produkcjach filmowych i telewizyjnych. W 2001 utworzył wspólnie z Januszem Morgensternem spółkę Arka Film, zawiązaną na rzecz projektu ekranizacji Zemsty.
Zajmował się realizacją różnorodnych projektów – od pełnometrażowych, przez kinowe filmy fabularne, seriale dokumentalne, spektakle teatru telewizji, po programy rozrywkowe i edukacyjne. Współpracował m.in. z Andrzejem Wajdą, Barbarą Sass, Leszkiem Wosiewiczem, Filipem Zylberem, Teresa Kotlarczyk, Izabellą Cywińską. Był wiceprzewodniczącym rady Polskiego Instytutu Sztuki Filmowej. Członek Polskiej Akademii Filmowej oraz Europejskiej Akademii Filmowej.
W 1998 został uhonorowany Nagrodą Ministra Kultury i Sztuki za reżyserię spektaklu Krawiec Sławomira Mrożka. W 2008 jako producent Katynia otrzymał Polską Nagrodę Filmową. Wyróżniony także m.in. Wiktorem 2012 (w kategorii twórca lub producent programu telewizyjnego). Jego produkcje wielokrotnie były nominowane i nagradzane na różnych festiwalach, m.in. na Festiwalu Polskich Filmów Fabularnych.

## Odznaczenia
Odznaczony Złotym Krzyżem Zasługi (2002), Krzyżem Kawalerskim Orderu Odrodzenia Polski (2013) oraz Srebrnym Medalem „Zasłużony Kulturze Gloria Artis” (2013).

## Wybrana filmografia

### Reżyseria
- 1999: Rodzina zastępcza
- 1999: Palce lizać
- 2003: Biała sukienka
- 2006: Statyści
- 2007: Jutro idziemy do kina
- 2018: Miłość jest wszystkim
- 2022: Filip

### Producent
- 1996: Andrzej Wajda. Moje notatki z historii
- 1997: Klan
- 1999: Rodzina zastępcza
- 2000: Mała Vilma
- 2002: Zemsta
- 2004: Jan Nowak Jeziorański. Kurier z Warszawy. 60 lat później 1944–2004
- 2004: Stacyjka
- 2004: Oficer
- 2005: Solidarność, Solidarność...
- 2005: Magda M.
- 2005: Oda do radości
- 2006: Statyści
- 2007: Twarzą w twarz
- 2007: Krzyż
- 2007: Katyń
- 2008: Teraz albo nigdy!
- 2008: Trzeci oficer
- 2009: Drzazgi
- 2009: Tatarak
- 2010: Wenecja
- 2010: Skrzydlate świnie
- 2010: Joanna
- 2012: Bez wstydu
- 2013: Wałęsa. Człowiek z nadziei
- 2014: Miasto 44
- 2016: Powidoki
- 2018: Miłość jest wszystkim

### Producent wykonawczy
- 2000: Przeprowadzki
- 2001: Stacja
- 2003: Ciało
- 2004: Oficer
- 2004: Stacyjka
- 2005: Okazja
- 2006: Oficerowie
- 2007: Twarzą w twarz
- 2008: Czas honoru

### Scenariusz
- 1999: Rodzina zastępcza
- 2022: Filip